# Gualala
Gualala (Southwestern Pomo) /gualala ="water coming down place", "Coming Down Water Place" ili "where the water flows down,",/ ime dano od Powersa skupini Pomo Indijanaca koja je živjela duž rijeke Gualala u okrugu Sonoma i uz Russian River, Kalifornija. Swanton navodi 8 njihovih sela: Ashachatiu na ušću rijeke Russian; Chalanchawi; Chiti-bida-kali, sjeverno od Timber Cove; Danaga na Stewart's Pointu; Hibuwi na Middle Fork of the Gualala; Kowishal, na Black Point; Meteni, na Fort Rossu; i Potol, na Haupt i Hopper Creeku. Bancroft (1874) njihovo ime na navodi kao Walhalla.